# Валу, Факахау
Факахау Валу (англ. Fakahau Valu, родился 1 июля 1950 года) — тонганский регбист и регбийный тренер. Выступал на позиции фланкера.

## Биография
Окончил Колледж Тупоу. Выступал за команду «Толоа Олд Бойз», дебютную игру за сборную Тонга провёл 22 мая 1973 года против команды маори в Нукуалофа. 30 июня 1973 года провёл матч против сборной Австралии в Брисбене на «Бэллиморе», в котором тонганцы сенсационно победили со счётом 16:11. Был капитаном сборной на первом в истории чемпионате мира по регби в 1987 году. Последний матч сыграл 3 июня 1987 года против Ирландии в Брисбене.
Под руководством Валу сборная Тонга сыграла на Кубке мира 1995 года в ЮАР, выиграв один матч и проиграв два. За заслуги перед регби Валу попал на Аллею славы Международного совета регби (IRB Pathway of Fame). Также введён в Тонганский национальный спортивный зал славы (в числе шести первых спортсменов), награждён орденом королевы Салоте Тупоу III. Член организационного комитета по подготовке к Тихоокеанским играм 2019.
Сын — Асаэли Аи Валу, регбист, выступает за сборную Японии.